# Giacomo Carissimi
Giacomo Carissimi (Marino, Roma, batizado 18 de abril de 1605 - Roma, 12 de janeiro de 1674) foi um compositor e professor de música italiano. Ele é um dos mestres mais célebres do início do Barroco ou, mais precisamente, da Escola Romana de música. Carissimi estabeleceu os traços característicos do oratório latino e foi um prolífico compositor de missas, motetos e cantatas. Ele foi altamente influente no desenvolvimento musical nos países do norte da Europa através de seus alunos, como Johann Kaspar Kerll na Alemanha e Charpentier na França, e a ampla divulgação de sua música.

## Obras selecionadas

### Oratórios
- Dives Malus (O homem rico perverso) também conhecido como Historia Divitis para 2 sopranos, tenor, baixo (c. 1640), sobre o rico e Lázaro.
- Jephte, oratório para 6 vozes e contínuo 1648[4]
- Jonas, oratório para solistas, coro duplo SATB, 2 violinos e contínuo[4]
- Judicium Extremum, oratório para solistas, coro e contínuo[4]
- Vanitas Vanitatum, oratório para 5 vozes, 2 violinos e contínuo
- Oratório Della Santíssima Vergine

### Cantatas
- Piangete, aure, piangete, cantata para soprano e contínuo
- Così volete, così sarà, cantata para soprano e contínuo 1640
- Vittoria, mio core (Amante sciolto d'amore), cantata para soprano e contínuo 1646
- Ferma Lascia Ch'Io Parli (Lamento della Regina Maria Stuarda), cantata para soprano e contínuo 1650
- Sciolto havean dall'alte sponde (I naviganti), cantata para 2 sopranos, barítono e contínuo 1653
- Apritevi inferni (Peccator penitente), cantata para soprano e contínuo 1663

### Motetos
- Lamentationes Jeremiae Prophetae, moteto para mezzo-soprano, soprano e contínuo
- Exulta, gaude, filia Sion, moteto para 2 sopranos e contínuo 1675
- Exurge, cor meum, in cithara, motete para soprano, 2 violinos, viola e contínuo 1670
- Ardens est cor nostrum [meum], motete para soprano, alto, tenor, baixo e contínuo 1664
- Desiderata nobis, moteto para alto, tenor, baixo e contínuo 1667

### Missas
- Missa "Sciolto havean dall'alte sponde", missa a 5 vozes e contínuo